# John Symes
John Symes, né le 11 janvier 1879 à Crediton et mort le 21 septembre 1942 à Newton Abbot, est un joueur britannique de cricket. 

## Biographie
John Symes, fils de William Harry Symes, étudie au Marlborough College de 1892 à 1897. Il participe à l'unique match de cricket aux Jeux olympiques en 1900 à Paris. La Grande-Bretagne bat la France par 158 courses  et remporte donc la médaille d'or. Il rédige une feuille de match de la rencontre qui constitue le seul document écrit détaillé de ce match olympique. 
Il sert dans l'Armée britannique, participant notamment à la Première Guerre mondiale, et reçoit la médaille d'officier de l'Ordre de l'Empire britannique en 1919.